# 渡部幸男
渡部 幸男（わたなべ ゆきお、1952年（昭和27年）3月4日 - ）は、日本の政治家。元秋田県男鹿市長（2期）、元秋田県議会議員（1期）。

## 来歴
秋田県男鹿市出身。秋田県立秋田高等学校、慶應義塾大学商学部卒業。1995年（平成7年）、秋田県議会議員選挙で初当選し、県議を1期務める。1999年（平成11年）の選挙で、当時の旧男鹿市選挙区での定数減（2→1）により、加藤義康との現職同士の選挙戦に敗れて落選。その後、港湾荷役会社長、船川港港湾振興会長などを歴任した。
2009年（平成21年）4月3日付で男鹿市（新制）初代市長の佐藤一誠が、任期満了直前で当時現職県議だった加藤義康が市長選出馬を理由に辞職したことに伴って行われる県議補選出馬のため失職。これに伴って当初の任期満了の予定日と同日程である4月12日に行われた市長選に立候補し、全国畜産農業協同組合連合会の後の代表理事会長で、前述のように県議を辞職して立候補した加藤義康、前市議の高野寛志らを破り初当選した（渡部：11,557票、加藤：10,096票、高野：1,953票）。投票率は81.52％だった。
2013年（平成25年）、無投票で再選。
2022年春の叙勲で旭日小綬章を受章。